# Masa (elektryczność)
Masa (GND – GrouND) – przeciwporażeniowe połączenie wyrównujące potencjały z potencjałem ziemi lub z przewodem ochronnym (PE).
W lampowych układach elektronicznych masą była na ogół uziemiona, metalowa obudowa. Spełniała ona rolę ramy konstrukcyjnej, do której były przymocowane elementy układu elektronicznego (np. transformatory, podstawki lamp elektronowych). Jednocześnie obudowa była częścią obwodu elektrycznego, do którego były przymocowane i z nim połączone niektóre elementy układu.
Obecnie mianem masy określa się wspólny potencjał zasilania. Posługiwanie się tym pojęciem znacznie poprawia czytelność schematów elektrycznych, szczególnie w przypadku złożonych układów. Najczęściej kolor izolacji przewodu doprowadzający instalację z masą ma kolor zielono-żółty.

Symbole masy i uziemienia